# Be Careful What You Wish For!
Be Careful What You Wish For! es una canción del dúo del género electrónico Erasure publicada en su álbum World Be Gone en 2017. En 2018, también formó parte del álbum World Beyond.

## Descripción
Be Careful What You Wish For! fue uno de los 5 temas elegidos del álbum World Be Gone para una historia en 5 videos.

## Datos adicionales
Be Careful What You Wish For! fue el tema elegido para ser remezclado para un EP que integra la edición especial griega de World Be Gone- Dicho EP incluye:

| CD 2: Be Careful What You Wish For! Greek Remixed EP |                                                                     |          |  |
| N.º                                                  | Título                                                              | Duración |  |
| 1.                                                   | «Be Careful What You Wish For!» (Lacquer Remix)                     | 5:52     |  |
| 2.                                                   | «Be Careful What You Wish For!» (Paint A Rumour Remix by Marsheaux) | 5:29     |  |
| 3.                                                   | «Be Careful What You Wish For!» (Tareq Remix)                       | 5:56     |  |
| 4.                                                   | «Be Careful What You Wish For!» (Eliot's Circuit Mix)               | 3:05     |  |
| 5.                                                   | «Be Careful What You Wish For!» (Fotonovela Remix)                  | 4:38     |  |
| 6.                                                   | «Be Careful What You Wish For!» (Metroland's Mono-Poly Mix)         | 6:37     |  |

Pese a ser parte fundamental del proyecto, Be Careful What You Wish For! es el único tema de World Be Gone que no fue interpretado en vivo.